# Rodrigo Álvez Fonseca
Rodrigo Alvez  (Artigas, Uruguay, 25 de enero de 1991) es un futbolista uruguayo. Juega de mediocampista. 

## Trayectoria
Su primer club fue el Peñarol de Montevideo. Allí fue convocado por primera vez en el 2009, debutando en la última fecha del Apertura de dicho año entrando como suplente en un partido de su equipo en el Campus de Maldonado ante Atenas de San Carlos.
Para el comiezno de la temporada 2011-12, Alvez fue cedido al Club Sportivo Miramar Misiones con el que compitió en la segunda división de su país.
En el periodo de fichajes de verano de 2012 es cedido a Rampla Juniors. Su ficha sigue perteneciendo al Peñarol.

## Clubes
| Club                      | País    | Periodo   | Partidos | Goles |
| ------------------------- | ------- | --------- | -------- | ----- |
| Peñarol                   | Uruguay | 2009-2010 | 2        | 0     |
| Miramar Misiones (cedido) | Uruguay | 2011-2012 | 10       | 0     |
| Rampla Juniors (cedido)   | Uruguay | 2012-2013 | 0        | 0     |
| Cerro Largo               | Uruguay | 2013-2016 | 44       | 1     |
| Torque                    | Uruguay | 2016-2017 | 7        | 1     |
| Miramar Misiones          | Uruguay | 2017-2019 | 27       | 1     |

## Palmarés

### Campeonatos nacionales
| Título              | Club    | País    | Año     |
| ------------------- | ------- | ------- | ------- |
| Campeonato Uruguayo | Peñarol | Uruguay | 2009-10 |